# Secuestro y muerte de Mr. Dupont
Secuestro y muerte de Mr. Dupont es una película de Argentina filmada en colores dirigida por Pedro Stocki sobre el guion de Oscar Balducci que fue producida en 1974 pero no fue autorizada a exhibirse en su momento y permanece inédita. Tuvo como actores principales a Cecilia Rossetto, Roberto Carnaghi, Eduardo Pavlovsky y Alberto Segado.

## Sinopsis
Película cuya exhibición no fue autorizada por el gobierno militar y nunca fue estrenada comercialmente.

## Reparto
- Cecilia Rossetto
- Roberto Carnaghi
- Eduardo Pavlovsky
- Alberto Segado
- Pachi Armas
- Héctor Malamud